# George B. Cary
George Booth Cary, född 1811 nära Jerusalem (numera Courtland) i Southampton County i Virginia, död 1850 i Bethlehem i Virginia (numera i West Virginia), var en amerikansk politiker (demokrat). Han var ledamot av USA:s representanthus 1841–1843.
Cary valdes till en mandatperiod i USA:s representanthus. Han besegrade en obunden kandidat som hette Collier. Efter två år i kongressen återgick Cary till sitt liv som plantageägare. År 1850 begick han självmord.
Cary gravsattes på en familjekyrkogård i Southampton County.